# Cymatoplex imparicornis
Cymatoplex imparicornis là một loài bướm đêm trong họ Geometridae.